# Aaron Stanford
Aaron Stanford, född den 27 december 1976 i Westford, Massachusetts, USA, är en amerikansk skådespelare.

## Filmografi
- 2001–2002 – Tredje skiftet (TV-serie)
- 2002 – Tadpole
- 2002 – Hollywood Ending
- 2003 – X-Men 2
- 2003 – Rick
- 2004 – Winter Solstice
- 2004 – Spartan
- 2005 – Runaway
- 2005 – Standing Still
- 2006 – The Hills Have Eyes
- 2006 – X-Men: The Last Stand
- 2006 – Live Free or Die
- 2007 – Flakes
- 2007 – The Cake Eaters
- 2007 – Traveler (TV-serie)
- 2007 – Numb3rs (TV-serie)
- 2008 – Call of Duty: World at War (röst i datorspel)
- 2008 – Holy Money
- 2008 – How I Got Lost
- 2009 – Law & Order: Criminal Intent (TV-serie)
- 2009 – Mad Men (TV-serie)
- 2009 – Fear Itself (TV-serie)
- 2010–2013 – Nikita (TV-serie)
- 2015 – 12 Monkeys (TV-serie)